# Baulne-en-Brie
Baulne-en-Brie – miejscowość i dawna gmina we Francji, w regionie Hauts-de-France, w departamencie Aisne.
W dniu 1 stycznia 2016 roku z połączenia trzech ówczesnych gmin – Baulne-en-Brie, La Chapelle-Monthodon oraz Saint-Agnan – powstała nowa gmina Vallées en Champagne. Siedzibą gminy została miejscowość Baulne-en-Brie. W 2013 roku populacja Baulne-en-Brie wynosiła 264 mieszkańców. 